# 啓孫
啓孫（けいそん、生没年不詳）は、室町時代後期（16世紀）に活動した画僧。別号に休月斎。祥啓の弟子。現存作品数は同時期の画人と比べ群を抜いて多いが、謎が多い画人である。

## 概要
画名や画風から祥啓の弟子とするのが定説である。別号の「休月斎」落款を付した作例は「虎渓三笑図」（栃木県立博物館蔵）のみである。この「斎」の字は祥啓の書体と同様で、これを参照している事がわかる。しかしその一方で、非禅宗系の「法眼」の僧位を名乗っており、啓孫の特殊な立場を想像させる。
作域は、山水、人物、花鳥など多岐にわたる。画風は祥啓様を基本としながらも、その構図をより煩雑にし、描法もより煩瑣な線描を用い、よりマリエリスティックな印象を受ける。また行体の人物画や花鳥画には、一世代前の仲安真康に即した画が多い。この傾向は、他の祥啓系画人にも見られる傾向である。また、関東狩野派の絵師前島宗祐の作品を斟酌した作例もある。こうした作風により、祥啓画系の画人の中でもっとも個性的な画人と言える。
しかし、後世「啓」字を持つ画人の作品は「啓書記（祥啓）筆」として伝来することが多い。啓孫もその中に紛れ、作品には必ず「啓孫」印が押されているにもかかわらず、すべて祥啓の作品として扱われてしまい、近世の画譜類でも「啓孫」という個別の画人として扱われていない。しかし、狩野派の模本の中に「啓書記」と注記された作品の中には、啓孫風を示す作品も多い。

## 代表作
- 寒山拾得図 （本法寺） 紙本墨書 双幅 重要文化財 現在は三幅対として扱われ、中幅の文殊菩薩は同じく祥啓系画人の啓牧筆。
- 竹林七賢図屏風（画像、東京国立博物館） 紙本墨画淡彩 六曲一隻
- 張果老・鉄拐・呂洞賓図 （常盤山文庫） 紙本墨画淡彩 三幅対
- 虎渓三笑山水図 （栃木県立博物館） 紙本墨画淡彩 三幅対

## 参考資料
- 栃木県立美術館 神奈川県立歴史博物館 企画・編集『関東水墨画の200年』展図録、1998年 ISBN 4-88758-001-0
- 相澤正彦、橋本慎司 『関東水墨画 型とイメージの系譜』 国書刊行会、2007年 ISBN 978-4-336-04347-4